# 大宝光塔
26°13′30″N 115°13′29″E / 26.22500°N 115.22472°E
大宝光塔位于中国江西省赣州市赣县田村镇宝华寺大觉殿内，是西堂智藏的墓塔，1957年以“玉石塔”之名被列为第一批江西省文物保护单位，2006年被列为第六批全国重点文物保护单位。
大觉殿前有北宋年间重立的《龚公山西堂敕谥大觉禅师重建大宝光塔碑铭》，据碑铭载，大觉禅师俗姓廖，法号智藏，南康郡人，师从马祖道一，于唐元和十二年（817年）逝世，年八十。其墓塔建于元和十二年，会昌五年（845年）因武宗灭佛被毁，大中七年（853年）奉宣宗诏复立，咸通十五年（874年）由智藏的再传弟子法通重建。
大宝光塔通体由白色大理石雕成，故称“玉石塔”，平面近正方形，长2.99米，宽2.96米，高4.5米，由塔基、塔身、塔顶三部分组成。塔基为三层须弥座，塔身中间为塔室，左右两侧刻有铭文，阴刻行书，塔顶由四面坡和塔刹组成。